# Gianna Beretta Molla
Svatá Gianna Beretta Molla (4. října 1922 – 28. dubna 1962) byla italská pediatrička, aktivistka Katolické akce a matka čtyř dětí, která poté, co jí lékaři v těhotenství diagnostikovali rakovinu dělohy, odmítla léčbu, jejíž nevyhnutelnou součástí byl potrat, a dítě donosila, ačkoliv byla varována, že to bude s největší pravděpodobností znamenat její smrt („Budete-li se muset rozhodovat mezi mnou a dítětem, žádné váhání: volte – a to vyžaduji – dítě. Zachraňte je!“). Zemřela týden poté, co porodila své čtvrté dítě, Giannu Emanuelu.
Blahořečena byla papežem Janem Pavlem II. 24. dubna 1994, 16. května 2004 ji pak tentýž papež prohlásil za svatou. Svatá Gianna je považována za patronku a vzor hnutí pro-life, která její kanonizaci uvítala. Naproti tomu v řadách zastánců práva na potrat vyvolalo svatořečení odmítavé reakce.

## Životopis

### Rodina Berettových
Gianna Beretta se narodila 4. října 1922 v Magentě rodičům Albertovi Berettovi (23. září 1881 – 10. září 1942) a Marii, rozené De Micheilové (23. května 1886 – 30. dubna 1942). Oba rodiče byli hluboce věřící Lombarďané a členové sekulární větve františkánského řádu. Rodina bydlela nejprve v Miláně, později v Bergamu (kam rodina uprchla před španělskou chřipkou, na niž zemřeli tři Giannini sourozenci – David, Pierina a Rosina), poté během války krátce v Janově a pak zase v Bergamu, kde oba rodiče v roce 1942 zemřeli. Celkem měli třináct dětí, Gianna byla desátým z nich.
Rodina nebyla příliš bohatá – veškeré přebytečné peníze investovala do vzdělání dětí. Z 8 dětí, které se dožily dospělosti, čtyři získaly lékařský, dva inženýrský a jedna farmaceutický diplom, poslední se pak stala uznávanou klavíristkou. Dva z Gianniných sourozenců se stali kněžími (Msgre. Giuseppe Beretta, * 1922, kněz a stavební inženýr, působil v Bergamu jako kněz a expert diecéze na opravu církevních staveb, a Alberto Beretta, * 1916, lékař, kapucínský mnich a kněz, 33 let působil jako misionář v Brazílii) a jedna sestra řeholnicí (Matka Virginia Beretta, * 1925, lékařka, kanosiánka a dlouholetá misionářka v Indii).
Gianna studovala na několika gymnáziích a lyceech (příčinou toho bylo stěhování rodiny v období jejího studia, nepřízeň úřadů vůči Beretovic rodině, která se stavěla chladně k fašistickým postojům, a také její chatrné zdraví, kvůli kterému absolvovala jednoletou přestávku ve studiu (1938–1939). V době studií se formoval její postoj k víře, který mimo jiné významně ovlivnily exercicie u jeziuty Michela Avedána. Její studijní výsledky nebyly příliš dobré, od pátého ročníku však došlo k výrazné změně a stala se jednou z nejlepších ve třídě.

### Životopisy
- Gianna Beretta Molla na českých stránkách Radia Vatikán
- G. B. Molla na stránkách www.marypages.com
- Životopis na Světci k nám hovoří
- (italsky) Stránky věnované sv. Gianně

### Odmítavé reakce
- Článek kritizující svatořečení z www.pooh.cz Archivováno 26. 9. 2007 na Wayback Machine.
- Lada Wichterlová: Šovinistická bomba od papeže – reakce na svatořečení z pera přední osobnosti českého feminismu